# 甘布尔泽夫山脉
甘布尔泽夫山脉（英語：Gamburtsev Mountain Range）是南极洲冰盖下隐藏的一座山脉，位于南极洲东部的冰穹A附近，海拔高度为3500米。1958年，苏联地震专家小组首次发现甘布尔泽夫山脉。2009年，澳大利亚、英国、加拿大、中国、德国、日本和美国7个国家的科学家组成的国际研究小组在冰穹A的营地上进驻，派出两架飞机，使用雷达和航空测磁、重力传感器等对该山脉进行探测。探测结果表明，该山脉的形状和大小与欧洲阿尔卑斯山脉相似，冰川下有河流和湖泊。